# Municipio de Woodbury (condado de Bedford)
El municipio de Woodbury (en inglés: Woodbury Township) es un municipio ubicado en el condado de Bedford en el estado estadounidense de Pensilvania. En el año 2000 tenía una población de 1.198 habitantes y una densidad poblacional de 19.5 personas por km².

## Geografía
El municipio de Woodbury se encuentra ubicado en las coordenadas 40°13′00″N 78°22′35″O / 40.21667, -78.37639.

## Demografía
Según la Oficina del Censo en 2000 los ingresos medios por hogar en la localidad eran de $38,250 y los ingresos medios por familia eran $41,458. Los hombres tenían unos ingresos medios de $29,438 frente a los $19,943 para las mujeres. La renta per cápita para la localidad era de $13,885. Alrededor del 12% de la población estaban por debajo del umbral de pobreza.